# Beach Boys' Party!
| Recensione                    | Giudizio |
| ----------------------------- | -------- |
| AllMusic                      | [ 1 ]    |
| Blender                       | [ 2 ]    |
| Encyclopedia of Popular Music | [ 3 ]    |
| Popmatters                    | 8/10     |
| Record Mirror                 | [ 5 ]    |
| The Rolling Stone Album Guide | [ 6 ]    |
| Piero Scaruffi                | 5/10     |

Beach Boys' Party! è il decimo album in studio dei The Beach Boys del 1965.
Anche se venne registrato interamente in studio, l'album venne presentato come un album dal vivo spontaneo ed improvvisato registrato nel corso di una festa a casa di Mike Love nel giugno del 1965.

## Descrizione
In agosto, dopo la pubblicazione di Summer Days (And Summer Nights!!), il leader dei Beach Boys Brian Wilson stava progettando il suo prossimo album, che sarebbe diventato Pet Sounds nel '66. La Capitol Records richiese un nuovo album per il periodo delle festività natalizie (e Pet Sounds non sarebbe stato pronto per allora). Anche se un album live, Beach Boys Concert, era stato già pubblicato l'anno prima, l'idea del "party dal vivo" venne scelta come nuova trovata per l'album. In maniera sporadica la band si ritrovò in studio verso settembre, per incidere svariate cover di vecchi successi (inclusa Papa-Oom-Mow-Mow dei The Rivingtons) e di brani famosi dell'epoca. Nonostante fosse pubblicizzato come un disco dal vivo, i vari brani vennero attentamente rifiniti in studio di registrazione, e tutti gli effetti sonori come le risate, ecc.., furono aggiunti in fase di mixaggio e post-produzione.
L'album include versioni di brani dei Beatles: Tell Me Why, You've Got To Hide Your Love Away e I Should Have Known Better, degli Everly Brothers: Devoted To You, di Phil Spector: There's No Other (Like My Baby) e rifacimenti di successi della band come I Get Around e Little Deuce Coupe. L'inclusione più sorprendente è una versione scanzonata del brano The Times They Are a-Changin' di Bob Dylan.
Il brano più celebre sul disco è la reinterpretazione di un pezzo dei The Regents intitolato Barbara Ann, che nella versione dei Beach Boys ottenne un ragguardevole successo commerciale raggiungendo la seconda posizione in classifica all'inizio del 1966 negli Stati Uniti.
Beach Boys' Party! raggiunse la sesta posizione negli Stati Uniti, e la terza in classifica in Gran Bretagna.

## Tracce
Lato 1
1. Hully Gully (F.Smith/C.Goldsmith) 1
2. I Should Have Known Better (J.Lennon/P.McCartney) 2-3
3. Tell Me Why (J.Lennon/P.McCartney) 1
4. Papa-Oom-Mow-Mow (Frazier/White/Harris/Wilson Jr) 1-4
5. Mountain of Love (Harold Dorman) 1
6. You've Got to Hide Your Love Away (J.Lennon/P.McCartney) 5

Lato 2
1. Devoted To You (Boudleaux Bryant) 1-4
2. Alley Opp (Dallas Frazier) 1
3. There's No Other (Like My Baby) (P.Spector/L.Bates) 4
4. Medley: I Get Around/Little Deuce Coupe (Brian Wilson/Mike Love/R.Christian) 1
5. The Times They Are A-Changin' (Bob Dylan) 3
6. Barbara Ann (Fred Fassert) 1-4

### Specifiche esecutori
- 1 con Mike Love come voce solista
- 2 con Carl Wilson come voce solista
- 3 con Al Jardine come voce solista
- 4 con Brian Wilson come voce solista
- 5 con Dennis Wilson come voce solista

## Formazione
The Beach Boys
- Al Jardine - voce, chitarra acustica, chitarra 6 corde, chitarra 12 corde, battito di mani
- Bruce Johnston - voce, basso
- Mike Love - voce, battito di mani
- Brian Wilson - voce, basso, pianoforte, battito di mani
- Carl Wilson - voce, chitarra acustica, chitarra 6 corde, chitarra 12 corde
- Dennis Wilson - voce, percussioni, battito di mani

Musicisti aggiuntivi
- Hal Blaine – bongos
- Ray Avery – bongos
- Steve Korthof – bongos, tamburello
- Ron Swallow – tamburello
- Terry Melcher – tamburello
- Billy Hinsche – armonica in Mountain Of Love
- Dean Torrence – voce in Barbara Ann
- Marilyn Wilson – voce

## Outtakes
Oltre ai brani inclusi sull'album, durante le sessioni in studio furono registrate molte altre canzoni lasciate poi fuori dal disco. Tra queste Ticket to Ride dei Beatles, tre versioni di (I Can't Get No) Satisfaction dei The Rolling Stones, una versione di Blowin' in the Wind di Bob Dylan, e la canzone Riot In Cell Block #9 (che in seguito sarebbe apparsa nell'album Surf's Up nel 1971 con il titolo Student Demonstration Time), e svariati altri brani, tutti disponibili su bootleg.
Il 20 novembre 2015, la Capitol ha pubblicato Beach Boys' Party! Uncovered and Unplugged, edizione deluxe dell'album contenente il disco originale senza sovraincisioni seguito da una selezione di outtakes tratte dalle cinque sessioni in studio dell'album originale.